# Latarnia Morska Kołobrzeg

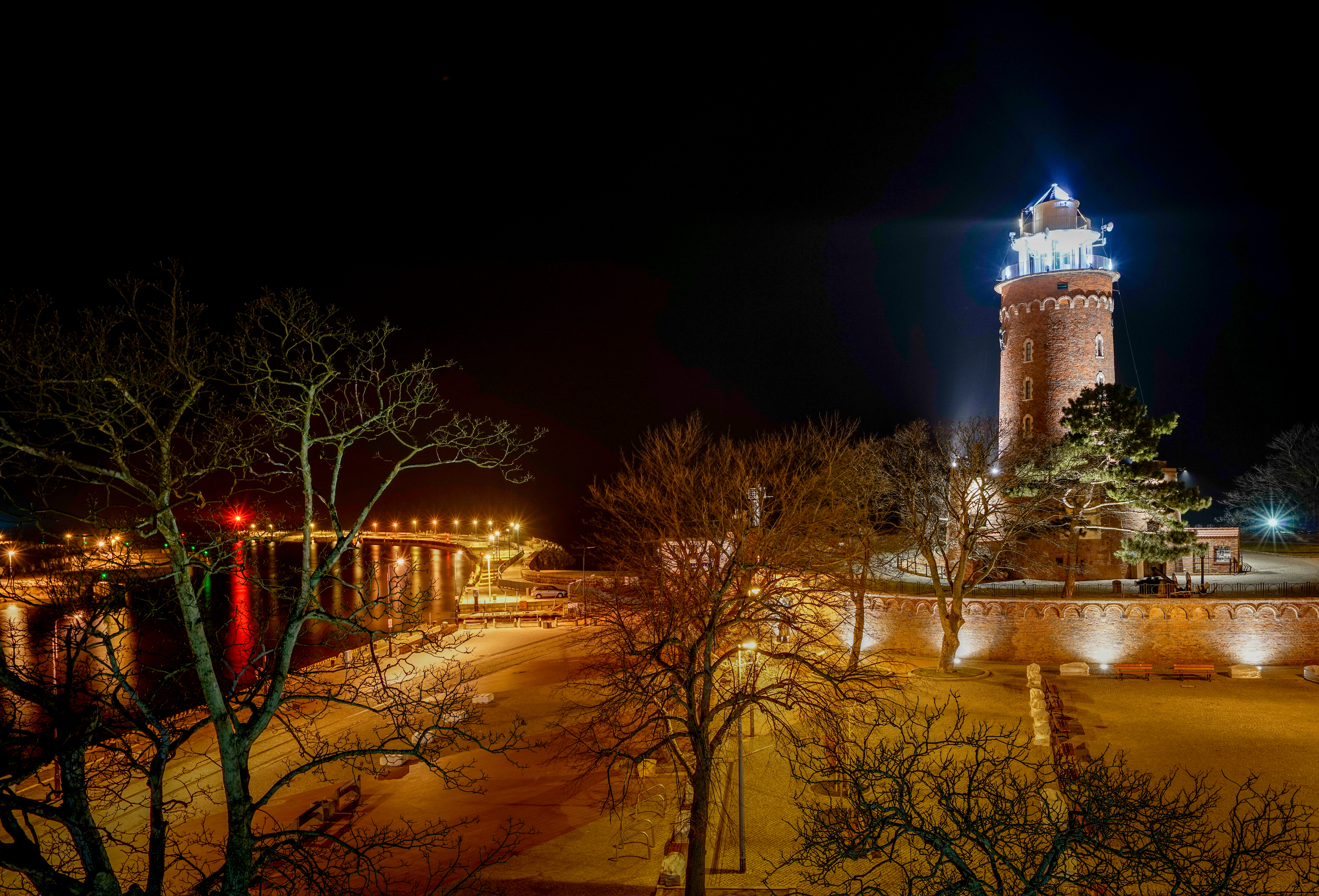
Latarnia Morska w Kołobrzegu nocą

Latarnia Morska Kołobrzeg – latarnia morska na polskim wybrzeżu Bałtyku, nad Zatoką Pomorską położona w mieście Kołobrzeg, w województwie zachodniopomorskim.
Latarnia znajduje się pomiędzy Latarnią Morską Niechorze (około 34 km na zachód), a Latarnią Morską Gąski (około 22 km na wschód).
Latarnia jest administrowana przez Urząd Morski w Szczecinie (przed 1 kwietnia 2020 roku przez Urząd Morski w Słupsku) i jest udostępniona do zwiedzania.

## Historia
Po raz pierwszy światło zapalane dla celów nawigacyjnych pojawiło się w Kołobrzegu w 1666 roku. Wykorzystywano do tego celu wieżyczkę budynku zarządu portu. Światło to było zapalane tylko okazjonalnie w czasie zawijania statków do portu. W późniejszym czasie światło zapalano na falochronie.
W II połowie XIX wieku do wskazywania statkom drogi wykorzystywano, zasilaną olejem, lampę z soczewką Fresnela umieszczoną na wysokości około 8 m n.p.m. o zasięgu około 6 NM.
W 1899 roku wybudowano w technice ryglowej nowy budynek przeznaczony na stację pilotów, z wysoką na 25 m wieżą, wykorzystywaną jako latarnia morska. Zasięg tej latarni wynosił 8 Mm, a źródło światła znajdowało się na wysokości 14 m n.p.m.
W 1909 roku lekki budynek ryglowy zastąpiono solidniejszą budowlą z cegły. Zasięg latarni wzrósł do 12 Mm, a zasilane gazem światło żarowe znalazło się na wysokości 25 m n.p.m.
W 1945 roku latarnię wysadzili niemieccy saperzy, ponieważ stanowiła doskonały punkt orientacyjny dla polskich artylerzystów podczas walk o Kołobrzeg w marcu 1945 roku.
Wkrótce po zakończeniu działań wojennych przystąpiono do budowy nowej latarni, którą ukończono najpóźniej w listopadzie 1945 roku. Wybudowano ją w nieco innym miejscu, wykorzystując fundamenty potężnych zabudowań fortecznych (poprzednia latarnia stała przed fortem, obecna stoi na jego głównej platformie) i stanowi jednocześnie pomnik zwycięstwa nad Niemcami, co sugeruje znajdująca się na niej tablica ze słowami: „Bohaterom poległym w walce z najeźdźcą hitlerowskim o wolność i niepodległość...”
W latach 1979–1981 dokonano kapitalnego remontu latarni, wymieniając między innymi laternę oraz schody na metalowe.
W 2005 roku stylizowany wizerunek latarni morskiej w Kołobrzegu znalazł się na rewersie monety okolicznościowej NBP o nominale 2 zł. W 2008 roku Urząd Miasta Kołobrzeg wydał monetę 7 Kołobrzeżanek, na której znalazł się stylizowany wizerunek latarni morskiej z dwoma konikami morskimi.
W 2009 roku Urząd Miasta Kołobrzeg sfinansował zainstalowanie podświetlenia szańca i latarni.
W 2022 roku z kołobrzeskiej latarni morskiej zdjęto płaskorzeźbę, przedstawiającą pepeszę i sztandar z sierpem i młotem. Latarnia ma zostać przekształcona w Pomnik Żołnierzy Polskich, poległych w walkach o Kołobrzeg w marcu 1945 roku.

## Dane techniczne
- Położenie: 54°11'17" N 15°33'22" E
- Wysokość wieży: 26 m
- Wysokość światła: 36 m n.p.m.
- Zasięg nominalny światła: 16 Mm (29,6 km)
- Sektor widzialności światła: 079,5°-242°(162,5°)
- Charakterystyka światła: Błyskowe
  - Światło: 1 s
  - Przerwa: 2 s
  - Okres: 3 s

## Remont
W roku 2001 Urząd Miasta Kołobrzeg, będący właścicielem obiektu, podjął decyzję o gruntownym remoncie latarni. Dotyczyło to wykonania prac remontowo-konserwatorskich na własny koszt. W ramach remontu zostały wykonane następujące prace:
- wymiana posadzki fortu
- wykopanie i odtworzenie „suchej fosy” wokół fortu
- adaptacja jednej z sal na tawernę
- zbicie cementowych tynków i odtwarzanie pierwotnego wyglądu dwóch pozostałych sal (wystawy tematyczne)

## Galeria

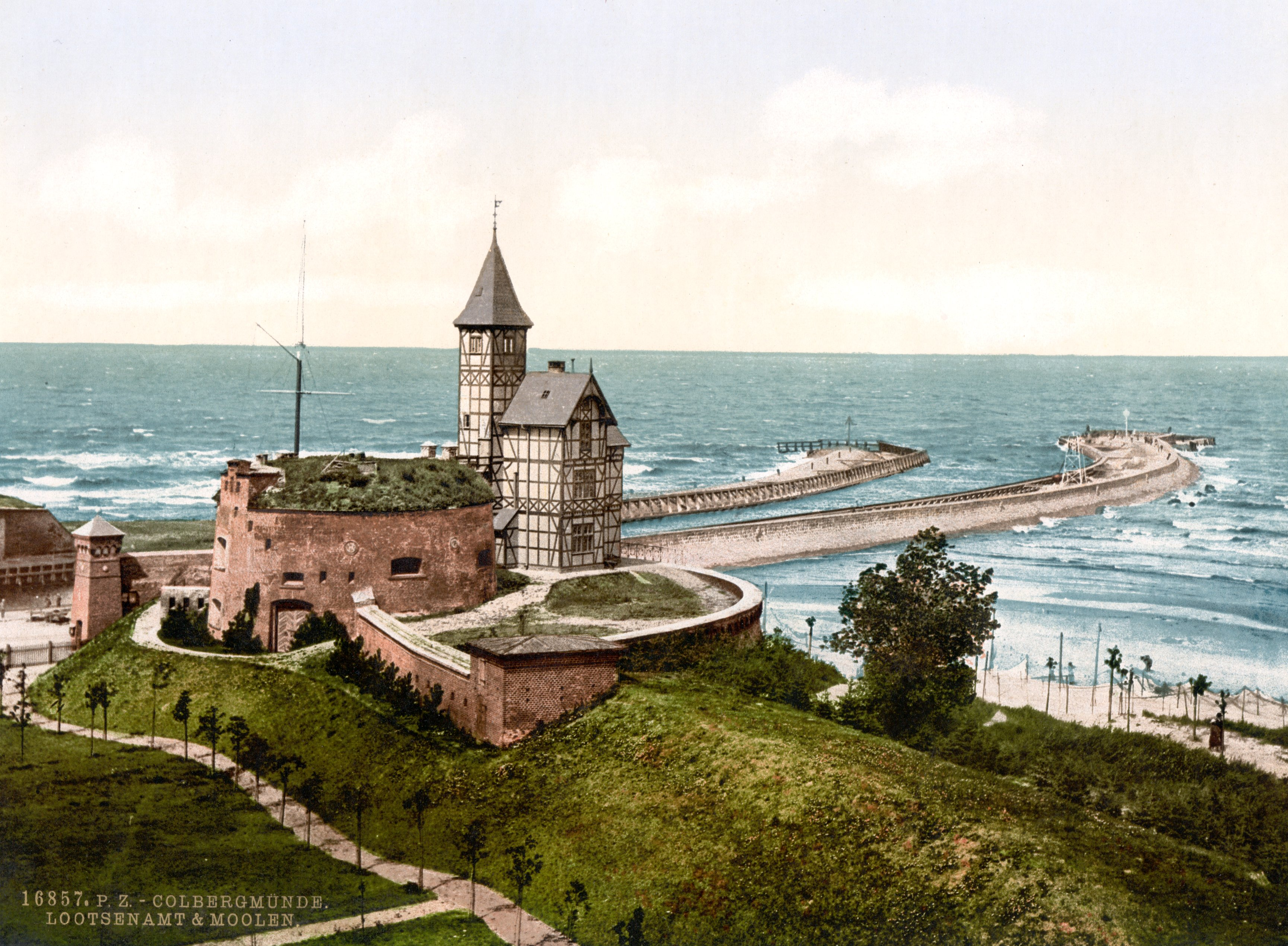
Latarnia Morska Kołobrzeg – przed 1909
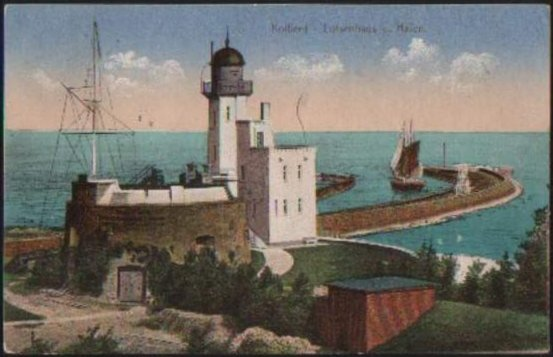
Latarnia Morska Kołobrzeg – 1909–1945
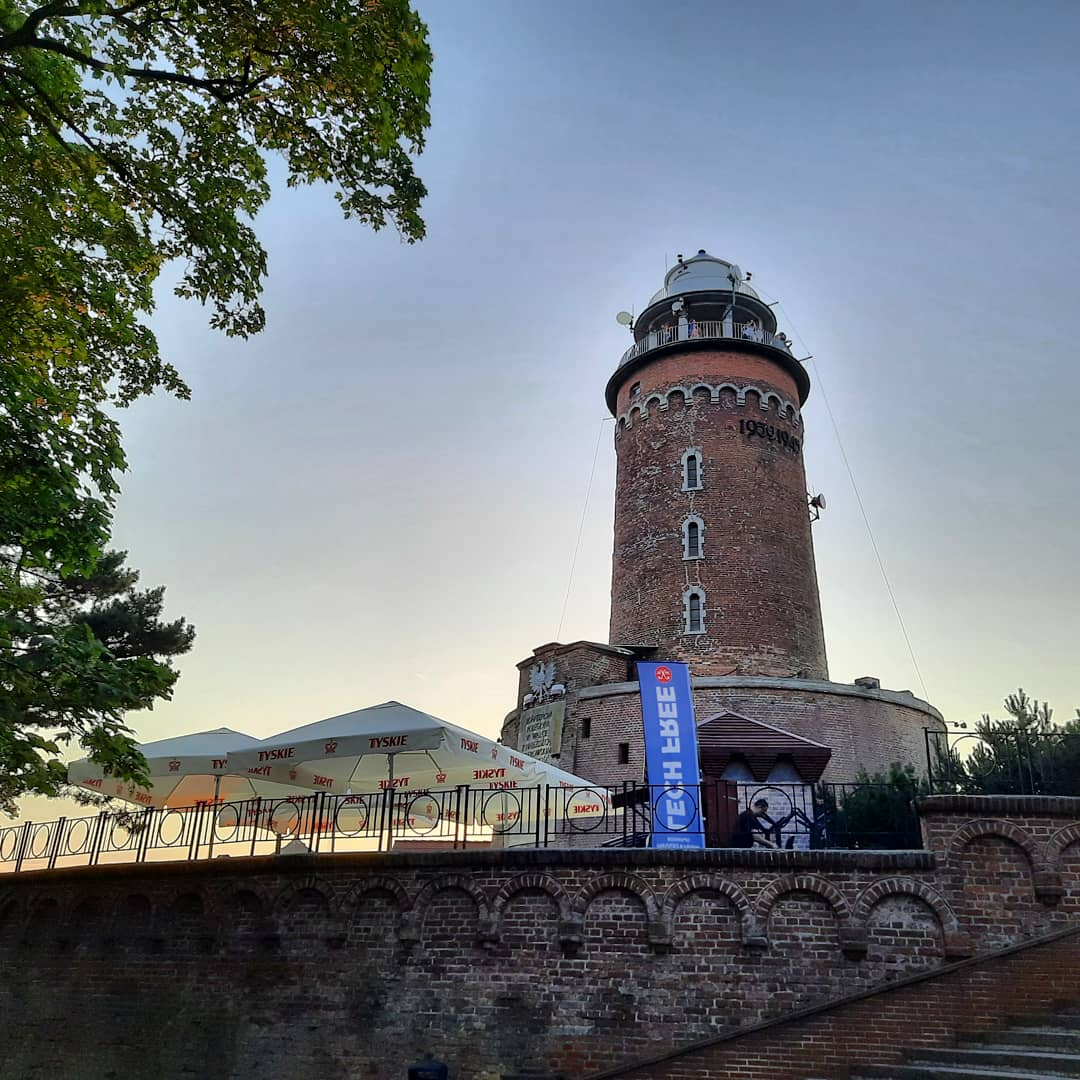
Latarnia Morska Kołobrzeg - 2021
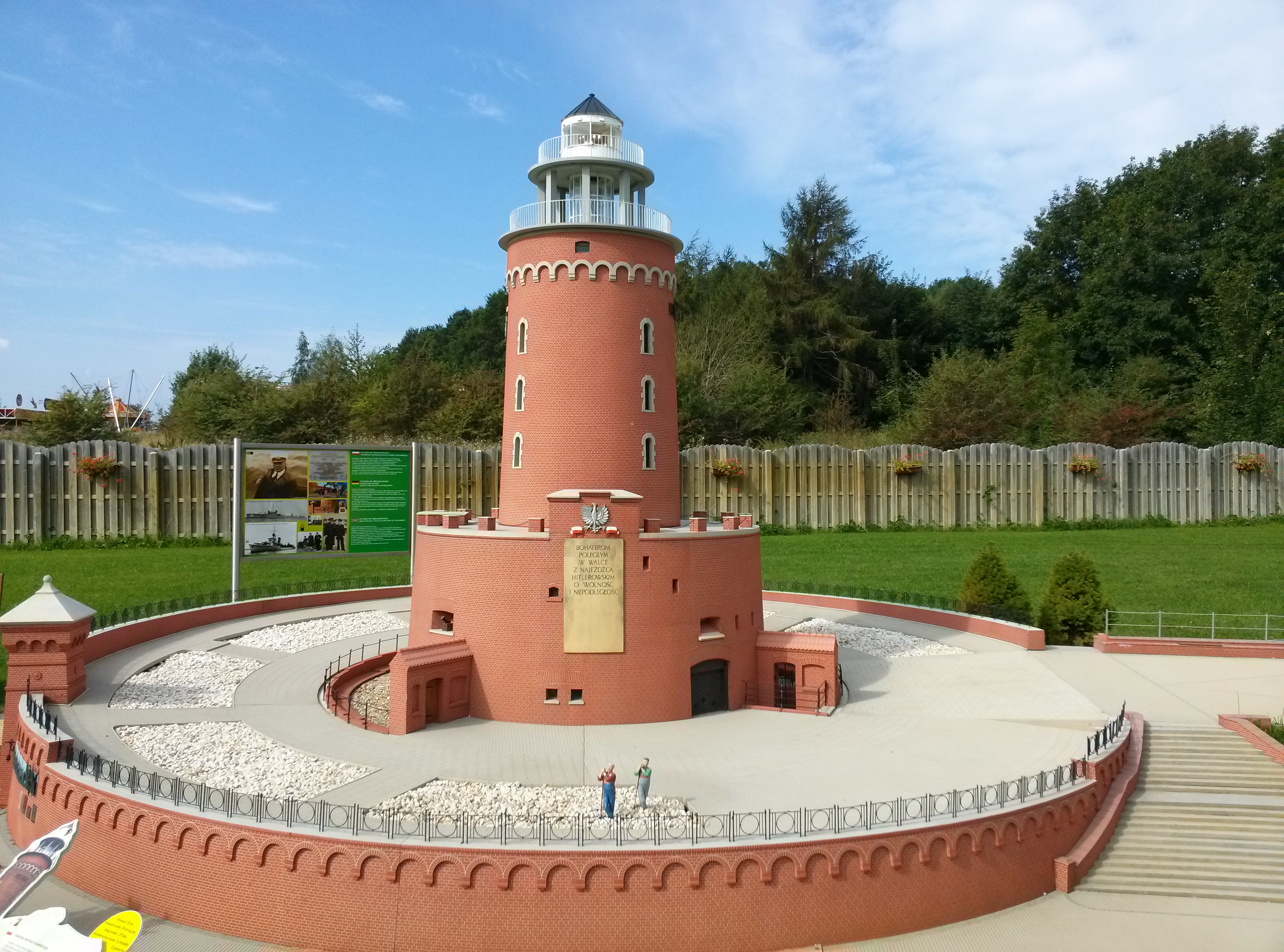
Miniatura kołobrzeskiej latarni morskiej w Parku Miniatur Latarni Morskich w Niechorzu
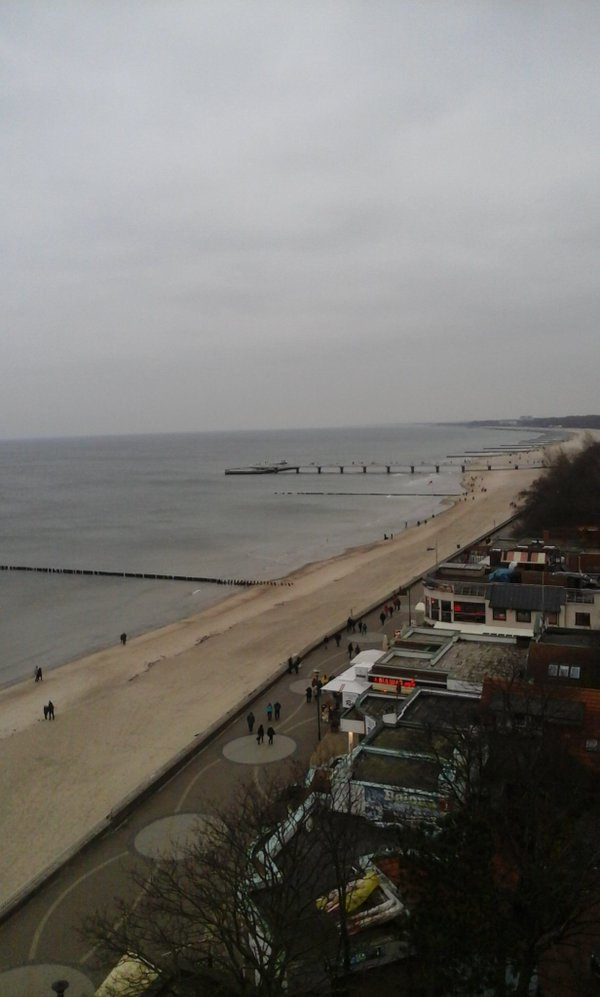
Widok z Latarni Morskiej na Bałtyk
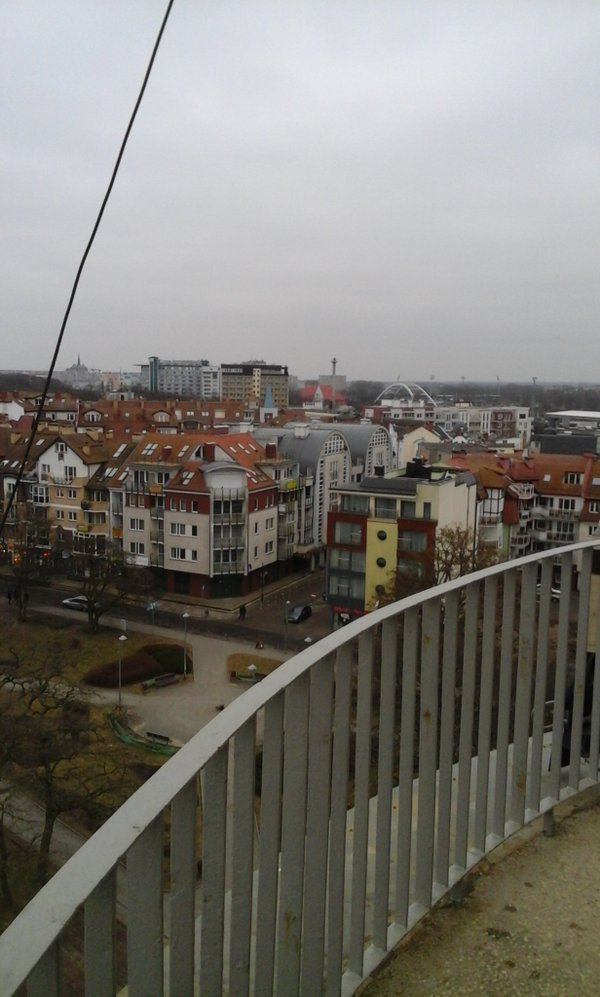
Widok z Latarni Morskiej na miasto